# Mary Forbes
Mary Forbes (30 december 1879 - 22 juli 1974) was een Brits actrice.

## Levensloop en carrière
Forbes werd op zestienjarige leeftijd moeder van de latere acteur Ralph Forbes. In 1909 beviel van dochter Brenda Forbes, die ook actrice werd. Vanaf 1919 verscheen ze in films. Ze speelde met bekende filmsterren van die tijd zoals Billie Dove, Jean Harlow, Errol Flynn, Olivia de Havilland en Shirley Temple. Haar laatste rol speelde ze in Houseboat, naast Cary Grant en Sophia Loren.
Forbes overleed in 1974 op 94-jarige leeftijd.

## Filmografie (selectie)
- Her Private Life, 1929
- A Farewell to Arms (1932)
- Bombshell, 1933
- Shock, 1934
- Houseboat, 1958